# Acaena leptacantha
Acaena leptacantha es una especie de planta del género Acaena, perteneciente a la familia Rosaceae.

## Taxonomía
Acaena leptacantha fue descrita por Phil. en 1865.

## Distribución
Se encuentra en el territorio sur de Argentina y en el centro y sur de Chile.